# Paris Qui Remue
Paris Qui Remue è stato uno spettacolo di rivista messo in scena per la prima volta 26 settembre 1930 al Casino de Paris di Parigi e replicato fino all'anno successivo. L'interprete principale fu Joséphine Baker, accompagnata sul palco da un ghepardo. Tra i vari brani musicali della rivista sono da ricordare i due grandi successi J'ai Deux Amours e La Petite Tonkinoise.

## Storia
Nel 1930, Joséphine Baker fece ritorno a Parigi dopo un tour mondiale di quasi due anni trovando una Francia cambiata. Gli anni venti stavano terminando mentre emergevano nuove tendenze, con un pubblico ancora affezionato ma più esigente, in cerca di nuove emozioni. Pepito, suo impresario e compagno, aveva in mente alcune idee per il suo ritorno quando incontrò Henri Varna, proprietario del Casino de Paris. 
Varna, in cerca di una sostituta all'altezza della fama di Mistinguett, vide in Joséphine la candidata ideale, a patto che potesse esibirsi in francese. Pepito, avendo già discusso con Joséphine, si fece garante del progetto, ottenendo così rapidamente l'assenso per la messa in scena di una nuova rivista, con scenografie e costumi innovativi.
Joséphine si esibirà con un costume con delle grandi ali bianche e sul palco si esibirà con un ghepardo di nome Chiquita al guinzaglio.

## Trama
Il sipario si apre su una giungla lussureggiante, palpitante al ritmo dei tam-tam suonati dagli indigeni in perizoma. Un esploratore bianco dorme tranquillo sotto una zanzariera appesa sulla riva di un fiume. L'esploratore si sveglia quando Fatou, la ragazza nativa interpretata da Baker, scende da un albero in una cintura di banane, preda umana e fantasia erotica coloniale. 
Nello spettacolo si alternano alle musiche, numeri vocali e sketch comici. Paragonata da questo punto in poi a Mistinguett, Joséphine ostentò la postura di una grande dame des planches (regina del palcoscenico), adornandosi di tiare scintillanti e strascichi di piume.